# Station Luik-Vivegnis
Station Luik-Vivegnis was een spoorwegstation langs spoorlijn 34 (Hasselt-Tongeren-Luik) in de Waalse stad Luik. Het is ten zuidwesten door de tunnel Sous Pierreuse met het station Luik Sint-Lambertus verbonden. Er zijn plannen om het station in 2021 te heropenen.

## Aantal instappende reizigers
De grafiek en tabel geven het gemiddeld aantal instappende reizigers weer op een week-, zater- en zondag.
| Tabel: aantal instappende reizigers station Liège-Vivegnis | Tabel: aantal instappende reizigers station Liège-Vivegnis | Tabel: aantal instappende reizigers station Liège-Vivegnis | Tabel: aantal instappende reizigers station Liège-Vivegnis |
|                                                            | Weekdag                                                    | Zaterdag                                                   | Zondag                                                     |
| ---------------------------------------------------------- | ---------------------------------------------------------- | ---------------------------------------------------------- | ---------------------------------------------------------- |
| 1977                                                       | 126                                                        | 8                                                          | 8                                                          |
| 1978                                                       | 151                                                        | 11                                                         | 8                                                          |
| 1979                                                       | 131                                                        | 21                                                         | 13                                                         |
| 1980                                                       | 111                                                        | 11                                                         | 5                                                          |
| 1981                                                       | 111                                                        | 13                                                         | 18                                                         |
| 1982                                                       | 99                                                         | 19                                                         | 20                                                         |
| 1983                                                       | 77                                                         | 384                                                        | 10                                                         |

Angleur · Bressoux · Chênée · Colonster · Jolivet · Jupille · Kinkempois · Luik-Carré · Luik-Cornillon · Luik-Guillemins · Luik-Haut-Pré · Luik-Longdoz · Luik-Sint-Lambertus · Luik-Vennes · Luik-Vivegnis · Sclessin · Streupas · Val-Benoît
0,0: Hasselt ·
3,7: Godsheide ·
7,2: Diepenbeek ·
15,0: Beverst ·
17,2: Bilzen ·
19,3: Hoeselt ·
22,1: Alt-Hoeselt ·
24,4: 's Herenelderen ·
27,7: Tongeren ·
31,5: Nerem ·
32,0: Vreren-Nerem ·
33,1: Glaaien ·
37,7: Villers-Juprelle ·
40,3: Liers ·
42,9: Milmort ·
43,9: Milmort-Charbonnage ·
45,4: La Préalle ·
46,2: Rue Charlemagne ·
48,0: Herstal ·
49,4: Jolivet ·
50,6: Luik-Vivegnis ·
51,6: Luik-Sint-Lambertus ·
53,0: Luik-Carré ·
54,8: Luik-Guillemins